# Waldo Vieira
Waldo Vieira (* 12. April 1932 in Monte Carmelo, Minas Gerais; † 2. Juli 2015 in Foz do Iguaçu, Paraná) war ein brasilianischer Autor.

## Leben und Karriere
Waldo Vieira hatte einen Abschluss als Zahnarzt und Arzt (Allgemeinmediziner) mit Postdoc in plastischer Chirurgie und Kosmetik in Tokio, Japan. Früher galt er als Anhänger des Spiritismus in Brasilien, eine Doktrin, die sich angeblich mit Geisterbeschwörung beschäftigt. Es wurde auch behauptet (vor allem von ihm selbst), dass Vieira selbst seit dem 9. Lebensjahr luzide Projektionen erfahren habe.
Aus diesem Grund beschloss er, die Spiritismus-Bewegung zu verlassen und eine neuartige Wissenschaft zu gründen, die er Bewusstseinswissenschaft nannte. Vorläufer davon war die Projektiologie. Letztere widmet sich dem Phänomen der außerkörperlichen Erfahrung.
Er forschte auch seit mehr als 40 Jahren auf dem Gebiet  des Bewusstseins und dessen Erscheinungen außerhalb des Körpers. Er war Präsident des IIPC (Instituto Internacional de Projeciologia e Conscienciologia) und Mitglied der bedeutendsten Institutionen für Forschung von Parapsychologie: ASPR (American Society for Psychical Research, New York), SPR (Society for Psychical Research London), ABP (Associação Brasileira de Parapsicologia, Rio de Janeiro), unter anderen.
Er war im Besitz einer der größten Bibliotheken für Bewusstseinsforschung. Vieira war Autor zahlreicher Bücher und hunderter von Artikeln über das Thema. Er hatte das IIPC (ein gemeinnütziger Verein) 1988 gegründet.

## Veröffentlichungen (Auswahl)
Aus dem Zyklus des Spiritismus:
Waldo Vieria hat zahlreiche Werke in diesem Gebiet veröffentlicht. Zum Teil auch als Schreibmedium empfangene Werke von (angeblich) schon verstorbenen Autoren (wie Balzac und André Luiz – siehe unten), wo er auch zusammen mit dem brasilianischen Medium Chico Xavier psychographiert hat.
- Conduta Espírita, 1960.[7]
- Bem-Aventurados os Simples, 1962.[8]
- De Coração Para Coração, 1962.
- Sol nas Almas, 1964.[9]
- Christus erwartet dich (Honoré de Balzac), Editares, Foz do Iguaçu 2011, ISBN 978-85-989661-6-8.
- Seareiros de Volta, 1966, ISBN 85-7328-428-5.[10]
- Técnicas de Viver, 1967, ISBN 85-99772-49-X.

Aus der Serie André Luiz:
- Evolução em Dois Mundos, 1958.
- Conduta Espírita, 1960.
- Sexo e Destino, 1963, ISBN 85-7328-341-6.[11]
- Sonetos de Vida e Luz, 1966.

Werke zur Bewusstseinswissenschaft:
Deutsch:
- Projektionen des Bewusstseins. Ein Tagebuch Außerkörperlicher Erfahrungen. IAC, Frankfurt, Main 2013, ISBN 978-1-934079-04-1.[6]
- Unsere Evolution. IAC, Frankfurt, Main 2013, ISBN 978-1-934079-02-7.[6]

Englisch:
- Projectiology. A panorama of experiences of the consciousness outside the human body. 2. Auflage. IIPC, 2002, ISBN 85-86019-58-5[12][6]
- Projections of the Consciousness: A Diary of Out-of-Body Experiences, International Academy of Consciousness, 2007, ISBN 978-1-934079-50-8.
- Our Evolution, International Institute of Projectiology and Conscientiology, 1999, ISBN 85-86019-42-9.
- Existential Program Manual, International Institute of Projectiology and Conscientiology, 1997, ISBN 85-86019-18-6.
- Penta Manual, Associação Internacional Editares, Foz do Iguaçu 2016, ISBN 978-85-8477-058-8.

Portugiesisch:
- 700 experimentos da conscienciologia. Instituto Internacional de Projeciologia, Rio de Janeiro 1994. Auch: 3. Auflage. Editares, Foz do Iguaçu 2013, ISBN 978-85-989666-5-6.[6]
- O que é a conscienciologia. 4. Auflage. Editares, Foz do Iguaçu 2012, ISBN 978-85-989665-0-2.
- Manual da tenepes : tarefa energética pessoal. 3. Auflage. Editares, Foz do Iguaçu 2011, ISBN 978-85-989664-6-5.

- Manual da dupla evolutiva. 3. Auflage. Editares, Foz do Iguaçu 2012, ISBN 978-85-989665-4-0.
- Manual da proéxis. Programação existencial. 5. Auflage. Editares, Foz do Iguaçu 2011, ISBN 978-85-989664-8-9.
- Conscienciograma. Técnica de avaliação de consciência integral. Instituto Internacional de Projeciologia, Rio de Janeiro 1996, ISBN 85-86019-15-1.
- Máximas da Conscienciologia. Instituto Internacional de Projeciologia, Rio de Janeiro 1996, ISBN 85-86019-12-7.
- Manual dos megapensenes trivocabulares. Editares, São Paulo u. a. 2009.
- Homo sapiens reurbanisatus. 3. revidierte Auflage. CEAEC Editora, Foz do Iguaçu 2003, ISBN 85-89814-01-7.

- Homo sapiens pacificus. 3. Auflage. Editares, Foz do Iguaçu 2007, ISBN 978-85-989661-4-4.
- (Hrsg.): Enciclopédia da conscienciologia. Editares, Foz do Iguaçu. DVD-Ausgabe: 7. Auflage. 2013.